# 马莉斯·罗斯托克
马莉斯·罗斯托克（德語：Marlies Rostock，1960年4月20日—），德国女子越野滑雪运动员。她曾代表东德参加1980年冬季奥林匹克运动会越野滑雪比赛，获得女子4×5公里接力金牌。